# 안드레이 예셴코
안드레이 올레고비치 예셴코(러시아어: Андрей Олегович Ещенко, 영어: Andrey Olegovich Yeshchenko, 1984년 2월 9일, 이르쿠츠크 ~)는 러시아의 전 프로 축구 선수로, 과거 라이트 백으로 활약했다.

## 경력
예셴코는 2006년, 짧은 기간 동안 디나모 키예프 소속으로 활약한 것으로 알려져 있다. 그는 비록 키예프 시절 1군 선수로 쭉 활약하였으나, 예셴코는 디나모의 강도 높은 체력 훈련에 맞추는데 어려움을 겪어 불만을 제기하였다. 그 결과, 디나모는 그를 모국 러시아 클럽으로 임대시키는 것으로 응수했다.
2012년 10월, 그는 로코모티프 모스크바 올해의 선수로 선정되었다.
2014년 7월 1일, 예셴코는 쿠반 크라스노다르와 완적 이적 조항을 달고 1년 임대 계약을 체결하였다.

## 국가대표팀 경력
그는 2012년 9월 11일, 이스라엘과의 2014년 FIFA 월드컵 예선전에서 국가대표팀 데뷔전을 치르었다.
2014년 6월 2일, 그는 2014년 FIFA 월드컵에 참가하게 될 러시아의 최종 엔트리에 포함되었다.

## 수상
디나모 키예프
- 우크라이나 컵: 2005–06
- 우크라이나 슈퍼컵: 2006